# 世田谷区役所
世田谷区役所（せたがやくやくしょ）は、東京都区部にある特別区の一つである世田谷区の組織が入る施設（役所）である。
第一庁舎、第二庁舎および隣接する世田谷区民会館は前川國男による設計であり、第一庁舎は2014年にDOCOMOMO JAPAN選定 日本におけるモダン・ムーブメントの建築に選定されている。
世田谷区は2020年度から2026年度にかけて取壊しと建替えを進めている。約450億円の整備費で、二期に分けて2021年7月に着工したが、受注した大成建設が2023年5月30日、一期工事終了予定が同年7月から最大8か月延びると発表した。

## 新庁舎
西棟は、2024年４月15日にオープンした。
東棟は、2024年4月30日にオープンした。
世田谷区民会館は、2024年9月にオープンした。

## アクセス

### 世田谷区役所 東棟・西棟・第二庁舎・分庁舎
（旧世田谷区役所は第一庁舎・第二庁舎・第三庁舎より成る）
- 東急世田谷線の松陰神社前駅または世田谷駅より徒歩5分程度
- 東急バス世田谷区民会館停留所より徒歩1分
  - 等々力駅、深沢地区および梅ヶ丘駅などから等13系統
  - 渋谷駅、代田地区などから渋52系統
  - 五反田駅、上馬地区などから反11系統

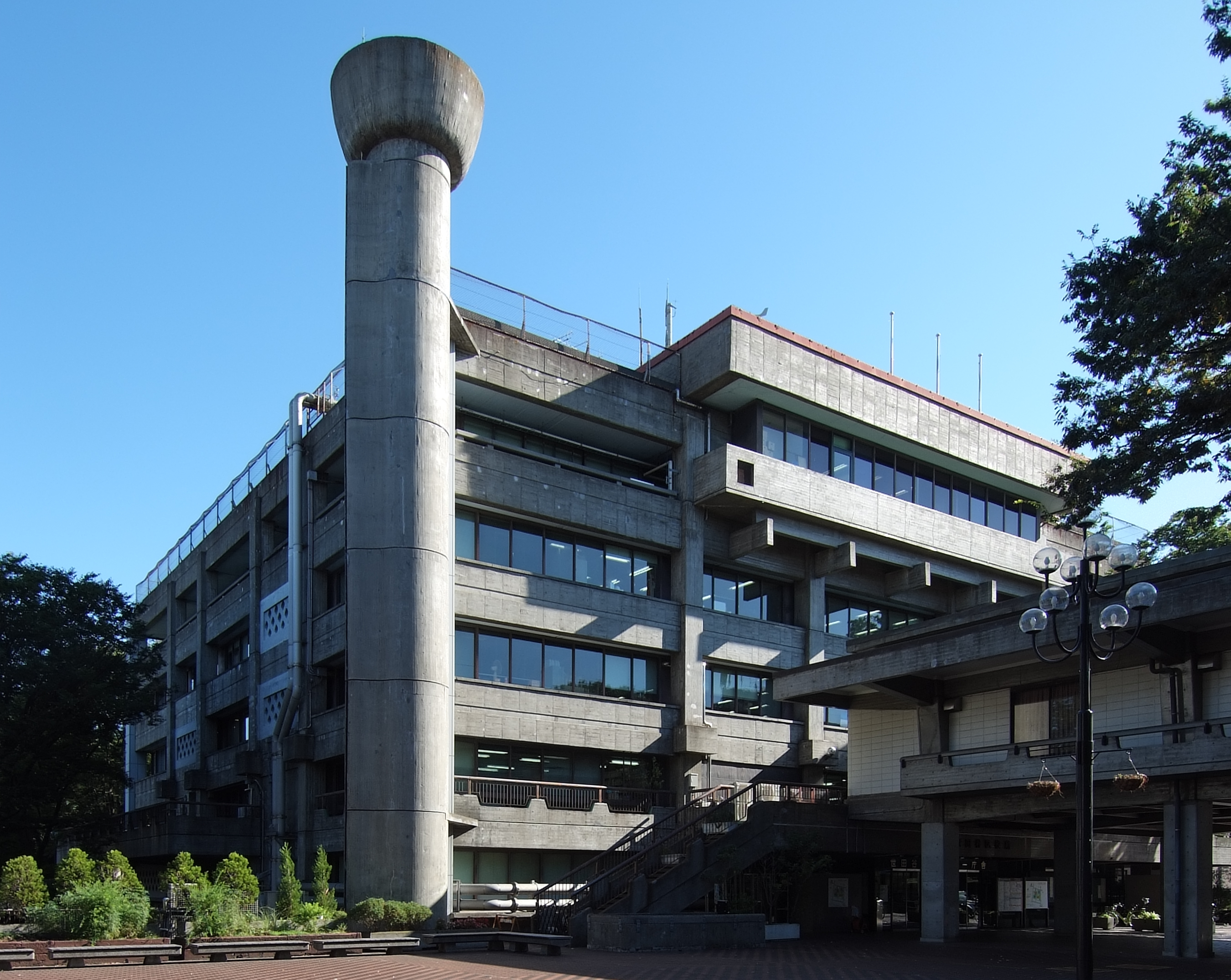
旧世田谷区役所
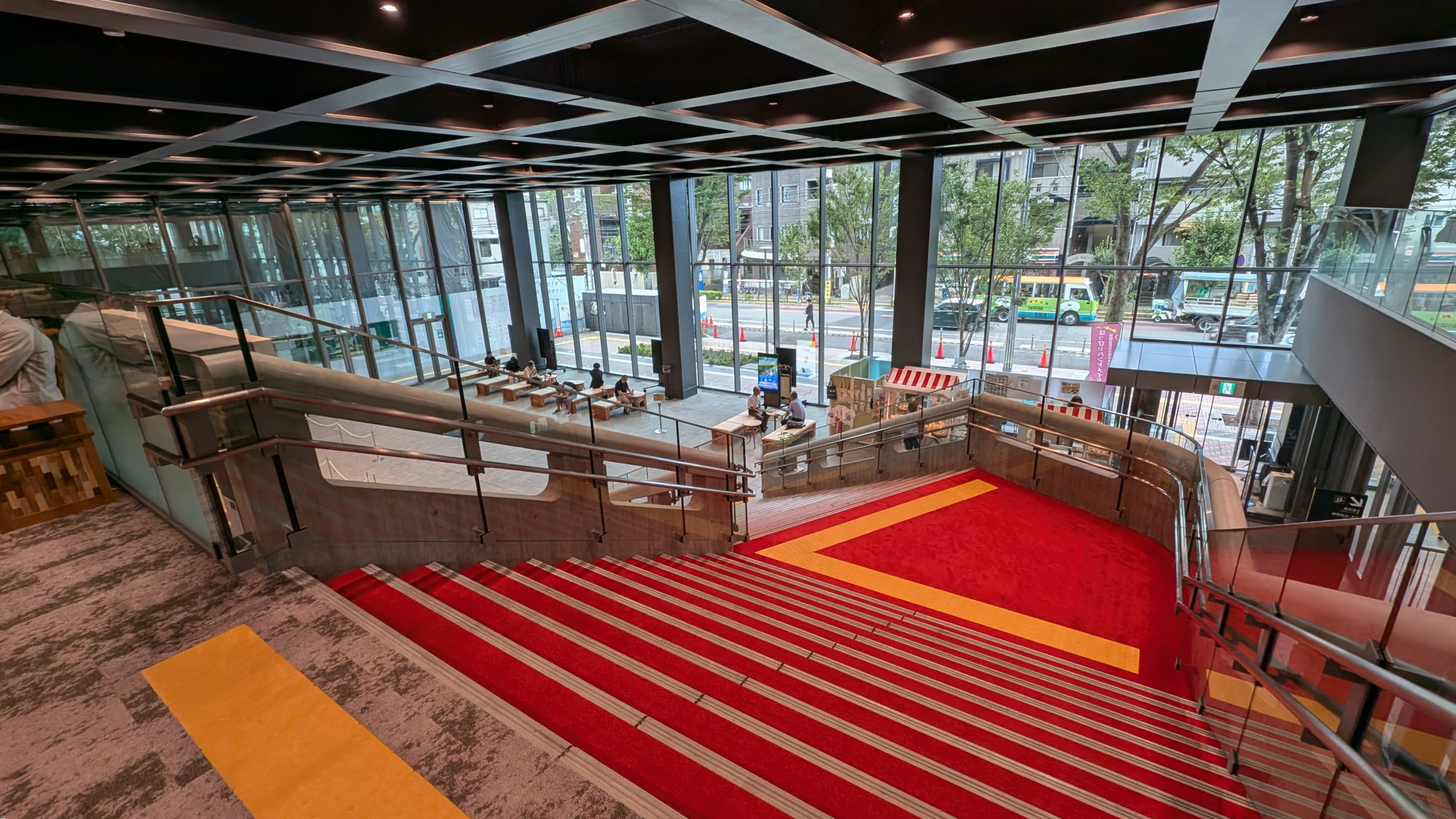
エントランスホールの階段
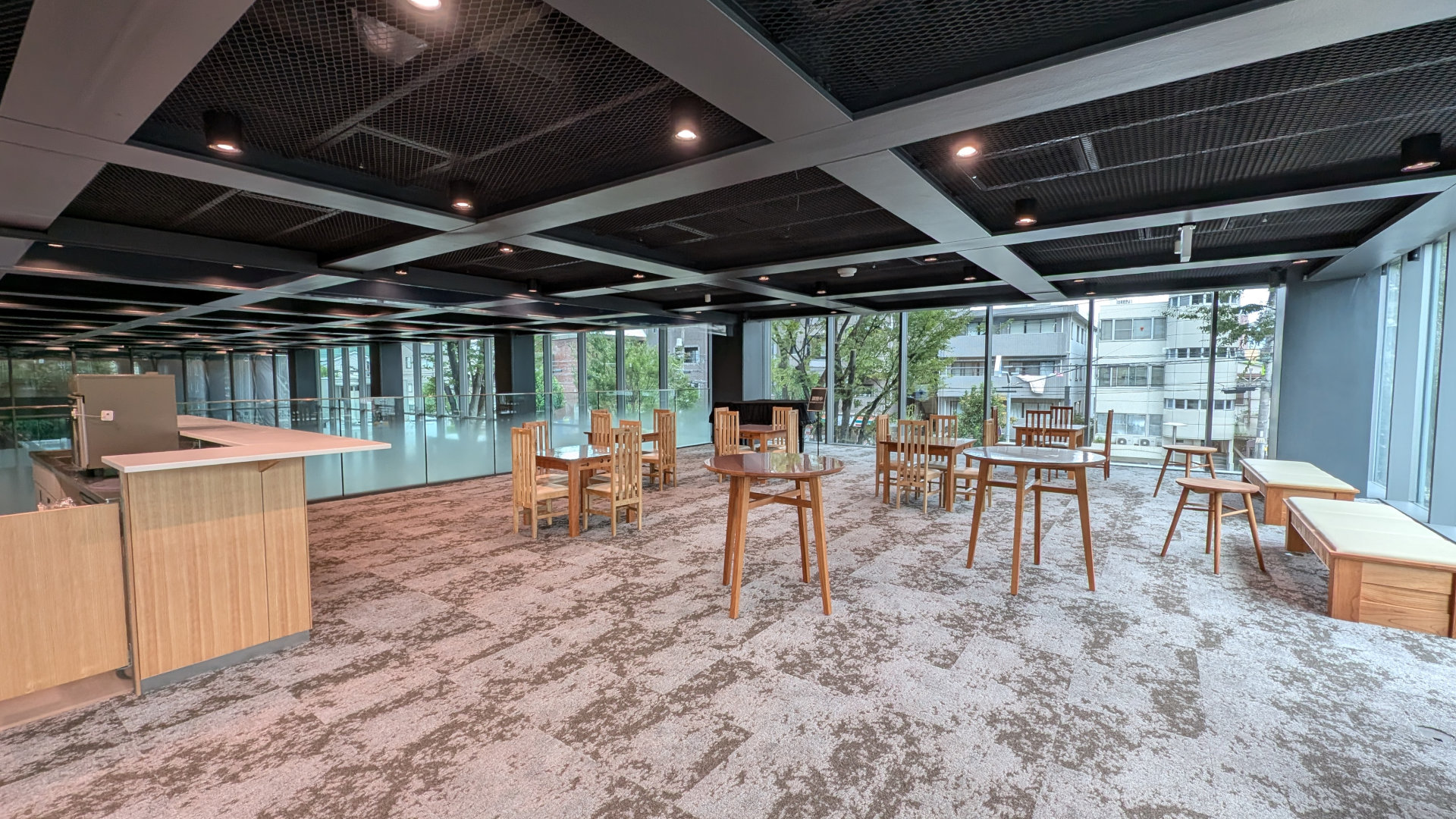
併設する区民会館ラウンジの様子
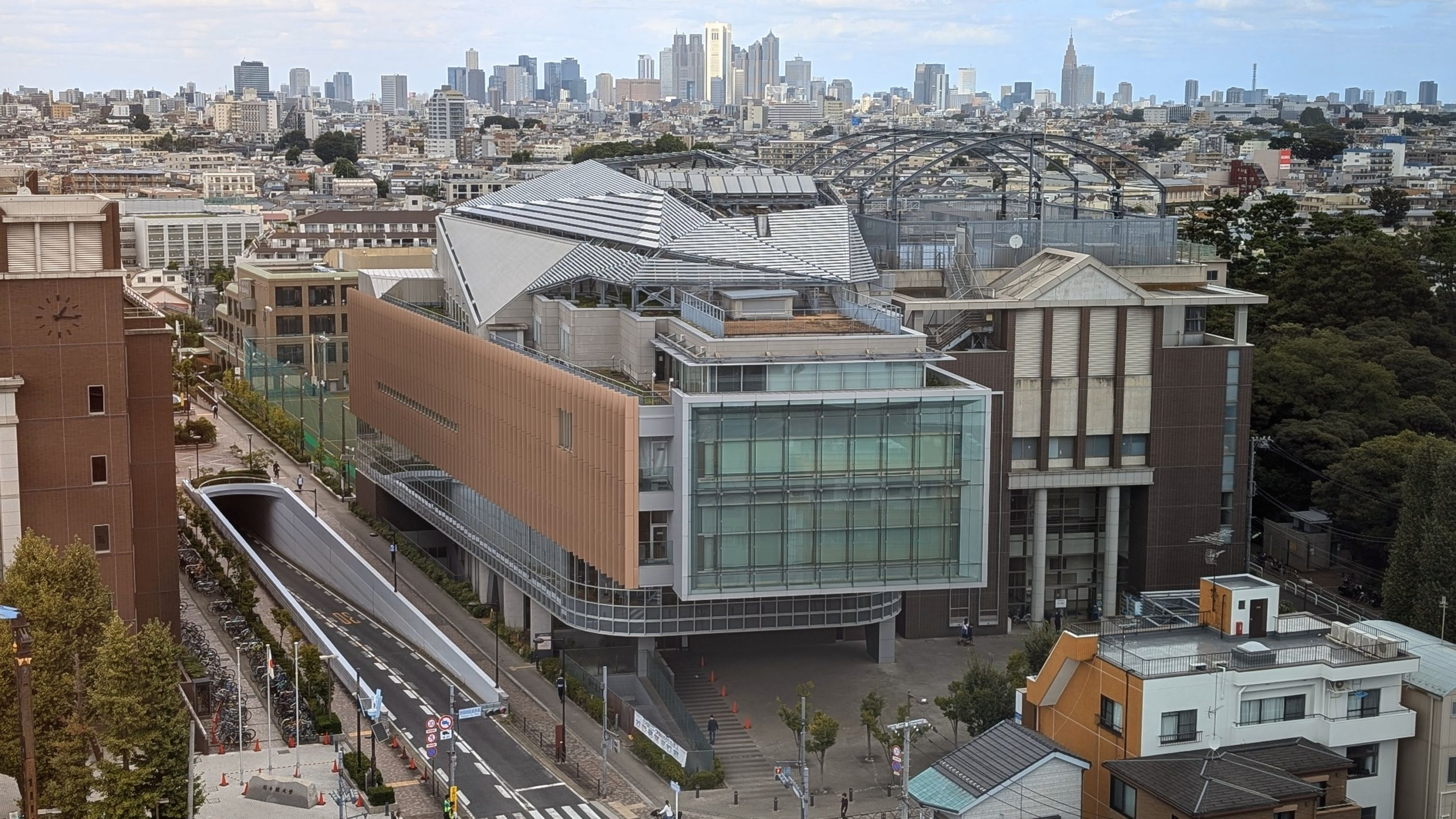
展望ルームからの眺望（国士舘大学世田谷キャンパスのメイプルセンチュリーホール）
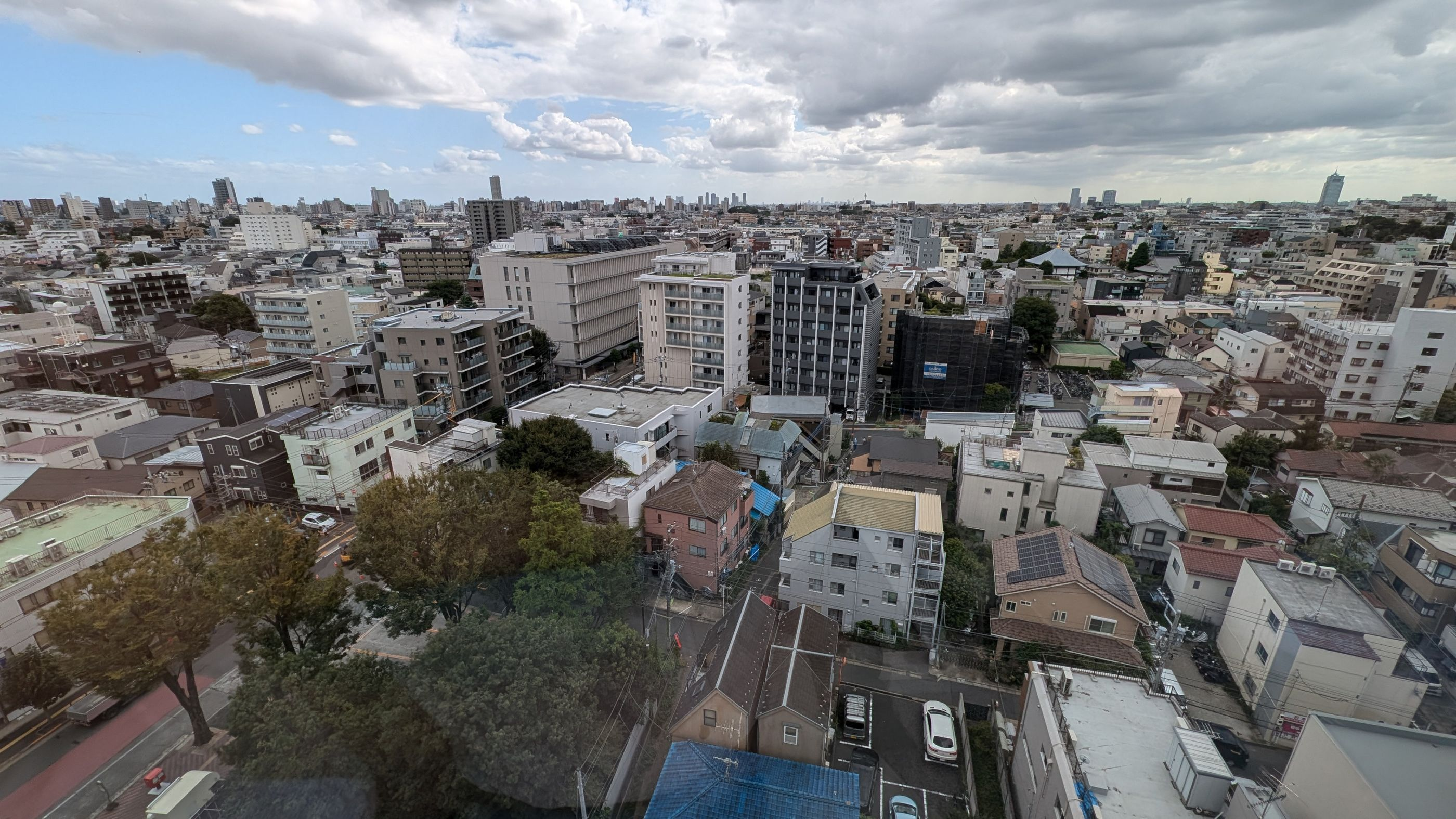
展望ルームからの眺望（中央奥に武蔵小杉のタワマン群・右奥に世田谷ビジネススクエア）